# Sint-Annakerk (Aruba)
Sint-Annakerk (Papiaments: Misa Santa Ana) is een rooms-katholieke kerk in Noord, die erkend wordt als de eerste echte kerk van Aruba.

## Geschiedenis
In 1776 stichtte de lekenpriester Domingo Bernardino Sylvestre uit Coro een kerk in Noord, toen de kapel van Alto Vista in onbruik was geraakt. Het eerste kerkje was van leem met een strooien dak en werd gewijd aan de Heilige Anna. In 1831 werd om dit kerkje heen een grotere stenen kerk gebouwd; deze werd vroegtijdig bouwvallig. Vanaf de 18de eeuw kwamen Spaanse geestelijken uit Zuid-Amerika van tijd tot tijd naar het eiland om de gelovigen te bedienen. Hieraan kwam een einde toen in 1819 Johannes Josephus Pirovano O.F.M. de eerste vaste pastoor van Aruba werd. Onder zijn hoede vielen zowel de in 1813 gestichte Sint-Franciscuskerk in de hoofdstad Oranjestad als de Sint-Annakerk, die bijkerk werd. Later in 1878 zou de Sint-Annakerk verheven worden tot een afzonderlijk parochiekerk.

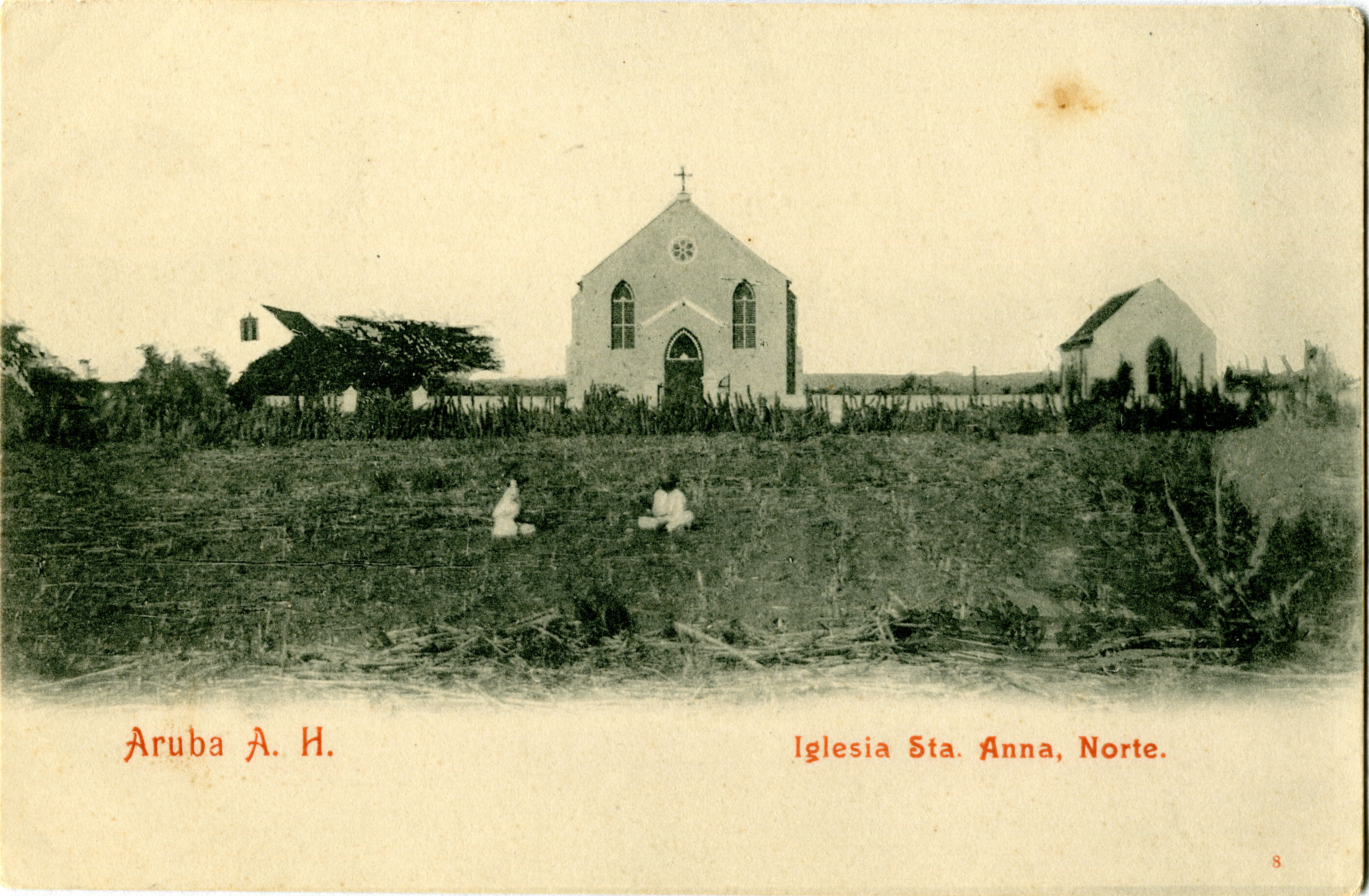
Sint-Annakerk te Noord (omstreeks 1903)

 De parochie kreeg voor de bouw van een kerk, school en begraafplaats in 1856 een stuk grond in eigendom. Het duurde tot 1883 voordat begonnen werd aan de nieuwe kerk naar een bouwplan van Ferdinand Kieckens. De inzegening vond in 1885 plaats. Tussen 1914 en 1916 werd de vierde kerk gebouwd.

## Gebouw
Het betreft een zaalkerk in eclectische stijl opgetrokken met neoclassicistische en neoromaanse kenmerken. Het ontwerp is van Stephanus van de Pavert, die hier ook pastoor was van 1916 tot 1922. De kerk vertoont gelijkenis met de Santa-Rosakerk in Curaçao, tevens ontworpen door Van de Pavert. Voor de bouw werd breuksteen uit de omgeving gebruikt. De hoofdingang in de voorgevel bestaat uit een halfrond getoogde deur met daarboven een grote roosvenster voorzien van de afbeelding van de Heilige Anna. De zijgevels hebben vier getrapte steunberen. Aan weerskanten van de zijingangen zijn er drie hoge halfronde gesloten vensters met bovenlichten. Aan de oostzijde van de kerk is het priesterkoor en de sacristie. Rond 1965 werden de doop- en biechtkapel aangebouwd. Het dak werd in 2012 vernieuwd na ernstige beschadiging door een tropische cycloon. 
Voor de kerk ligt een kerkplein waar sinds 1932 een bronzen Heilig Hartbeeld op een voetstuk staat. Naast een begraafplaats zijn in de naaste omgeving diverse rooms-katholieke scholen, instellingen en clubgebouwen te vinden.

## Interieur
In het interieur staat een eikenhouten altaarstuk dat de Heilige Anna voorstelt. Het werd in 1870 vervaardigd door Hendrik van der Geld en is een bezienswaardige stuk van neogotische beeldhouwkunst. Het altaarstuk, de communiebanken en de preekstoel zijn afkomstig van de Antonius Abtkerk in Den Haag en werden bij de renovatie in 1928 geschonken. Deze stukken wonnen een prijs tijdens het Eerste Vaticaans Concilie in Rome in 1870. De kerk bevat glas-in-loodramen van W. Derix.

## Begraafplaats

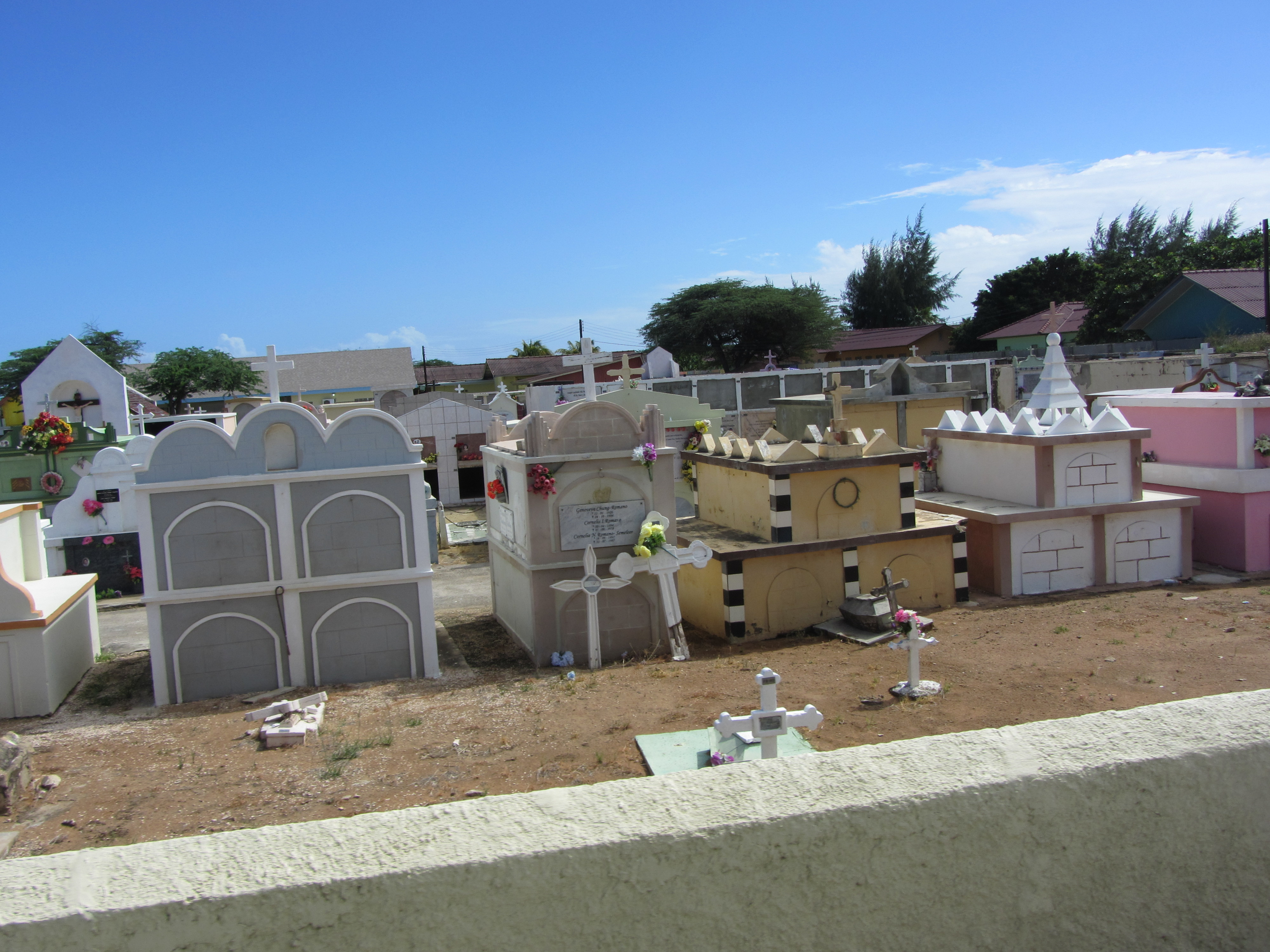
Begraafplaats ten zuidwesten van de kerk

Reeds vanaf 1776 werden overledenen in de onmiddellijk omgeving van de kerk begraven. In 1827 werd een terrein ten zuidwesten van de kerk en grenzend aan de Weg naar Noord als kerkhofje in gebruik genomen. Aan het westelijk pad van het kerkhofje liggen enkele monumentale graven; middenin staat het dodenhuisje. Hier rust sedert 1916 pastoor Pirovano, die na zijn overlijden aanvankelijk was bijgezet in de kerk. 

## Afbeeldingen

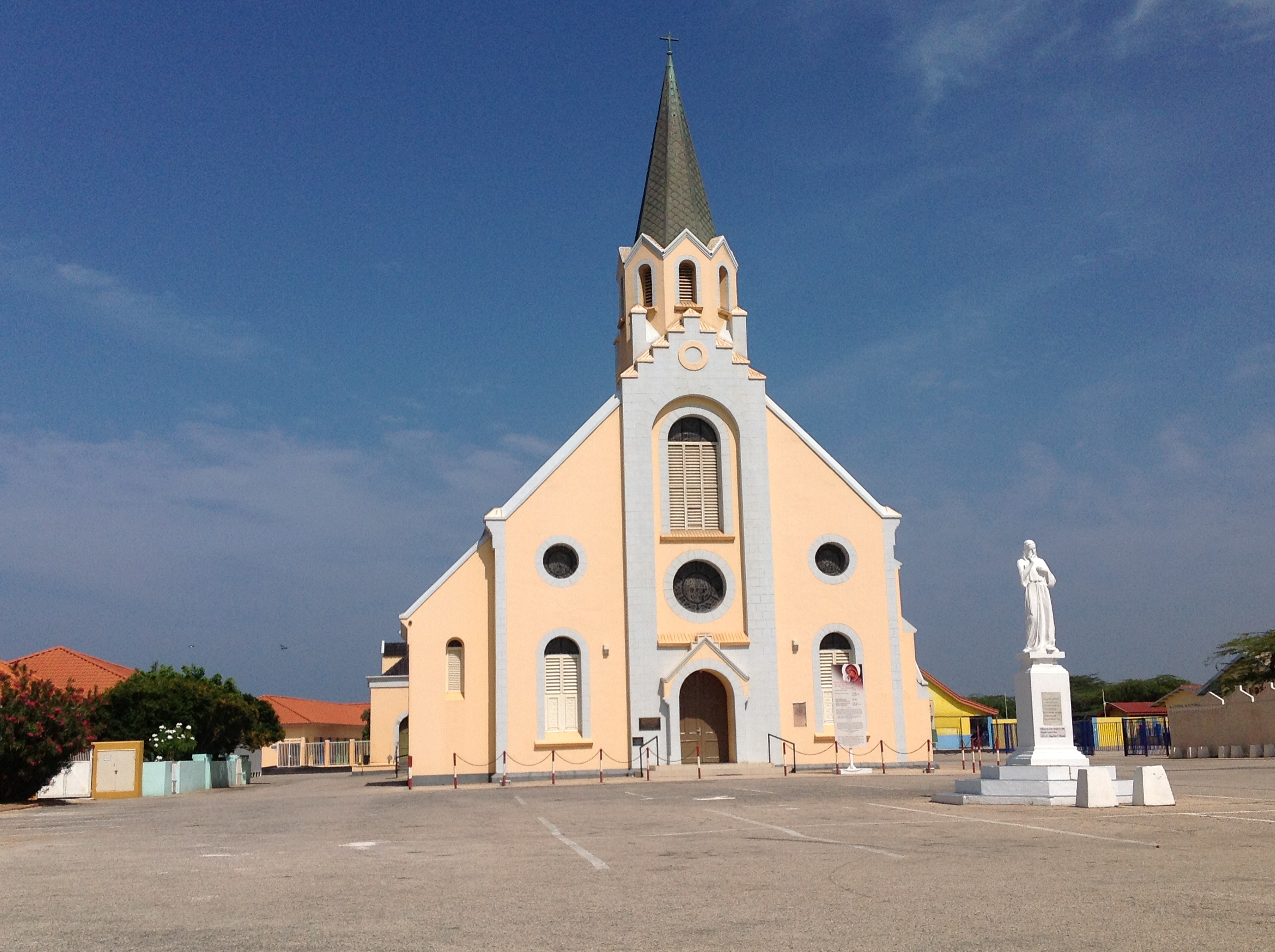
Kerkplein met standbeeld
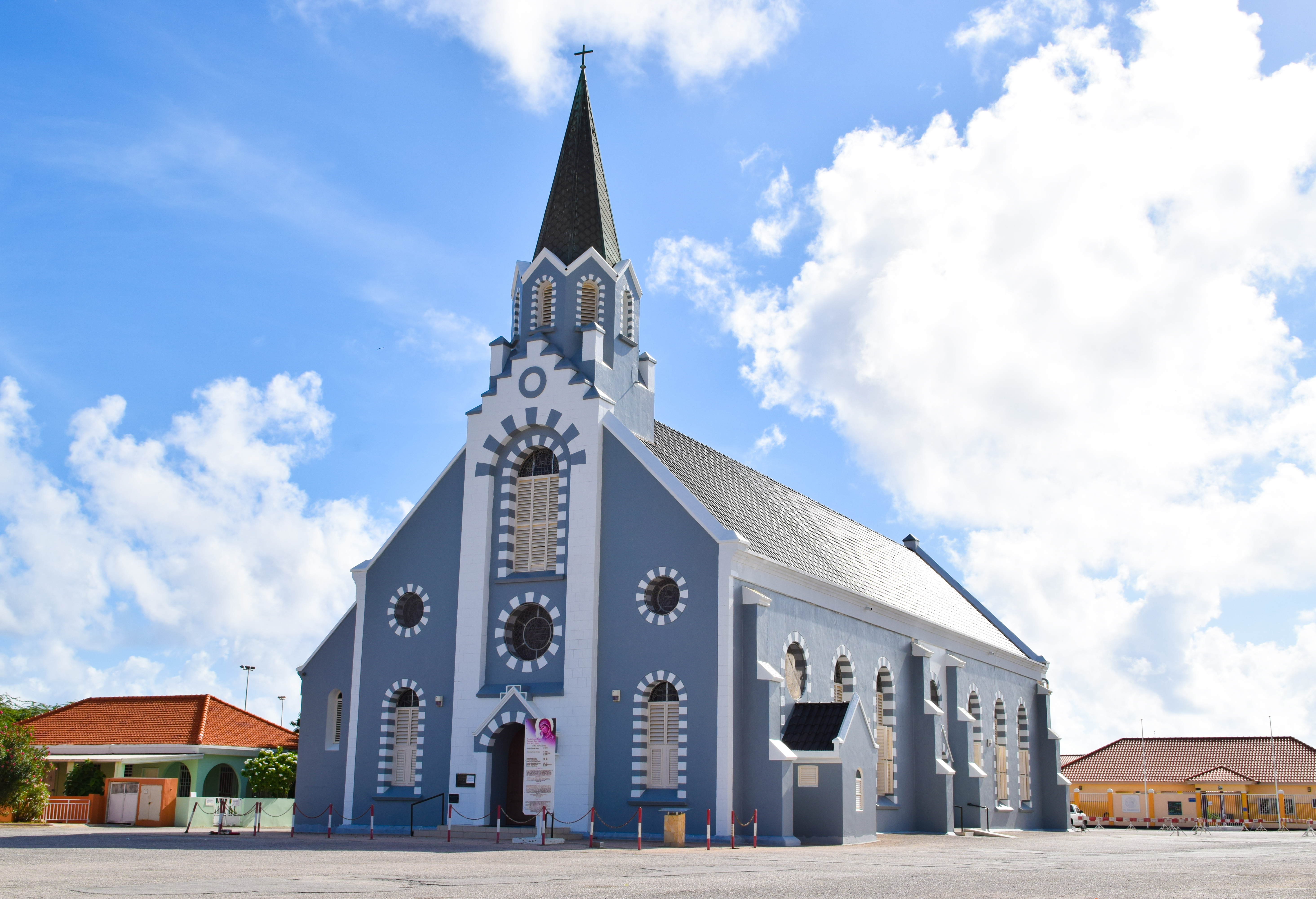
Voor- en zijgevel
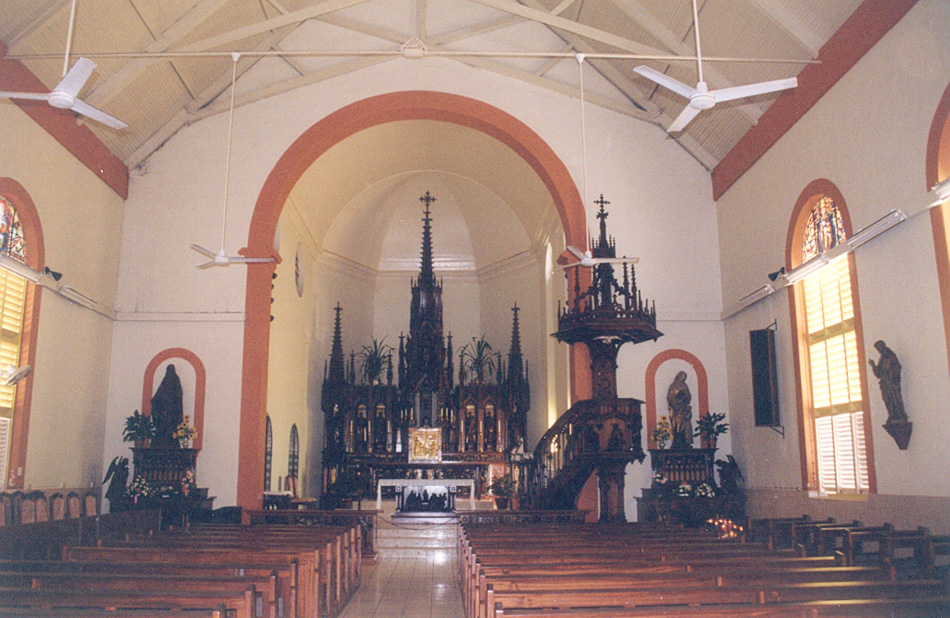
Interieur van de kerk

Alto Vista Kapel · Beth Israël Synagoge · Sint-Annakerk · Sint-Filomenakerk · Sint-Franciscuskerk · Protestantse kerk · Protestantse kerk Piedra Plat